# Венчан
Венчан (болг. Венчан) — село в Болгарии. Находится в Варненской области, входит в общину Провадия. Население составляет 296 человек.

## Политическая ситуация
В местном кметстве Венчан, в состав которого входит Венчан, должность кмета (старосты) исполняет Веско Радев Георгиев (коалиция в составе 2 партий: Земледельческий народный союз (ЗНС), Союз свободной демократии (ССД)) по результатам выборов.
Кмет (мэр) общины Провадия — Георги Стоянов Янев (ДНГ) по результатам выборов.